# ليونارد س. وارد
ليونارد س. وارد (بالإنجليزية: Leonard C. Ward)‏ هو عسكري أمريكي، ولد في 17 نوفمبر 1917 في فيرجينيا في الولايات المتحدة، وتوفي في 20 مارس 2001 في واشنطن العاصمة في الولايات المتحدة.